# Roncapiano
Roncapiano è una frazione di 14 abitanti nel 2020 del comune svizzero di Breggia, nel Canton Ticino (distretto di Mendrisio).

## Geografia fisica
Il centro abitato è il più elevato della valle. È situato sul versante destro del torrente Breggia e sulle pendici del Monte Generoso. La sua esposizione è verso est. Le case sono circondate da pascoli e una foresta di latifoglie.

## Storia
Roncapiano è stato frazione di Muggio fino al 2009, quando il comune è stato accorpato agli altri comuni soppressi di Bruzella, Cabbio, Caneggio, Morbio Superiore e Sagno per formare il comune di Breggia.

## Monumenti e luoghi d'interesse
- Oratorio della Beata Giovanna Falconieri, eretto nel XIX secolo[2].

## Infrastrutture e trasporti
Roncapiano rappresenta il punto terminale della strada cantonale che percorre la Val di Muggio.
1. ↑   Stefania Bianchi, Muggio, in Dizionario storico della Svizzera, 11 gennaio 2007. URL consultato il 10 novembre 2017.
2. ↑   Oratorio della Beata Giuliana Falconieri, su turismo.valledimuggio.ch. URL consultato il 10 novembre 2017 (archiviato dall'url originale il 10 novembre 2017).